# Bridget Marquardt
Pour les articles homonymes, voir Marquardt (homonymie).
Bridget Marquardt, de son vrai nom Bridget Christina Sandmeier, née le 25 septembre 1973 à Tillamook, est un mannequin et une vedette télévisée américaine.
Elle est notamment connue pour ses apparitions dans Les Girls de Playboy (The Girls Next Door) avec Holly Madison, Kendra Wilkinson et Hugh Hefner. À noter qu'aucune des trois n'est devenue « Playmate » du magazine. 

## Filmographie
- 2003 : Intolérable Cruauté
- 2006 : Scary Movie 4
- 2008 : Super blonde : elle-même